# Piquensis
Els piquensis (en llatí picensii, en grec antic Πικήνσιοι) eren un poble establert a la part nord-est de la Mèsia Superior, a la riba del Timarus. Els menciona Claudi Ptolemeu (Geografia III. 9 § 2).